# Bodegnée
Bodegnée (wa. Bodgnêye) – dzielnica (section) gminy Verlaine w Belgii, w Regionie Walońskim, w prowincji Liège, w okręgu Huy. 1 stycznia 2020 roku liczyła 760 mieszkańców. Do 31 grudnia 1976 r. samodzielna gmina. 